# Nagrada za najkorisnijeg igrača NFL-a
Nagrada za najkorisnijeg igrača NFL-a je nagrada koju svake godine dodjeljuje američka novinska agencija Associated Press igraču NFL lige kojeg se smatra najkorisnijim u regularnom dijelu sezone. Associated Press nagradu za najboljeg igrača dodjeljuje od 1957. godine, ali tek od 1961. godine pod trenutnim imenom. Pravo glasa ima 50 sportskih novinara odabranih od strane lige, a glasovanje se obavlja nakon kraja regularnog dijela sezone, a prije početka doigravanja. Nagrade za najkorisnijeg igrača NFL-a dodjeljuju i ostale organizacije, ali se Associated Pressova smatra službenom i najprestižnijom.
Najviše osvojenih nagrada ima Peyton Manning, bivši quarterback Indianapolis Coltsa i Denver Broncosa - 5. Trenutni osvajač nagrade, za sezonu 2020., je quarterback Green Bay Packersa Aaron Rodgers.

### Osvajači nagrade od 2002. godine
| Sezona | Igrač                       | Momčad                              | Pozicija     |
| ------ | --------------------------- | ----------------------------------- | ------------ |
| 2002.  | Rich Gannon                 | Oakland Raiders                     | quarterback  |
| 2003.  | Peyton Manning Steve McNair | Indianapolis Colts Tennessee Titans | quarterback  |
| 2004.  | Peyton Manning              | Indianapolis Colts                  | quarterback  |
| 2005.  | Shaun Alexander             | Seattle Seahawks                    | running back |
| 2006.  | LaDainian Tomlinson         | San Diego Chargers                  | running back |
| 2007.  | Tom Brady                   | New England Patriots                | quarterback  |
| 2008.  | Peyton Manning              | Indianapolis Colts                  | quarterback  |
| 2009.  | Peyton Manning              | Indianapolis Colts                  | quarterback  |
| 2010.  | Tom Brady                   | New England Patriots                | quarterback  |
| 2011.  | Aaron Rodgers               | Green Bay Packers                   | quarterback  |
| 2012.  | Adrian Peterson             | Minnesota Vikings                   | running back |
| 2013.  | Peyton Manning              | Denver Broncos                      | quarterback  |
| 2014.  | Aaron Rodgers               | Green Bay Packers                   | quarterback  |
| 2015.  | Cam Newton                  | Carolina Panthers                   | quarterback  |
| 2016.  | Matt Ryan                   | Atlanta Falcons                     | quarterback  |
| 2017.  | Tom Brady                   | New England Patriots                | quarterback  |
| 2018.  | Patrick Mahomes             | Kansas City Chiefs                  | quarterback  |
| 2019.  | Lamar Jackson               | Baltimore Ravens                    | quarterback  |
| 2020.  | Aaron Rodgers               | Green Bay Packers                   | quarterback  |